# スウィートウォーター・カウンティ (戦車揚陸艦)
スウィートウォーター・カウンティ (USS Sweetwater County, LST-1152) は、アメリカ海軍の戦車揚陸艦。LST-542級戦車揚陸艦の1隻。艦名はワイオミング州のスウィートウォーター郡に因む。

## 艦歴
LST-1152は1945年3月5日にイリノイ州セネカのシカゴ・ブリッジ・アンド・アイアン・カンパニーで起工し、1945年6月8日にアリス・H・クライン夫人によって進水、6月30日にフランク・W・ヒクソン・ジュニア沿岸警備隊予備役大尉の指揮下就役した。
沿岸警備隊員によって操艦されたLST-1152はニューオーリンズで艤装を終え、7月5日にスクリュー修理のためアラバマ州モービルに移動する。その3日後、ガルベストン湾に向かって整調巡航を行い、23日にニューオーリンズに帰還した。8月2日にニューオーリンズを出航、パナマ運河とブレマートンを経由してワシントン州シアトルに向かう。8月9日にパナマ運河を通過、シアトルには30日に到着した。その後9月8日にハワイに向けて出航、19日に真珠湾に到着した。ハワイには20日まで留まり、その後沖縄に向かう。
LST-1152は11月8日から12月25日まで沖縄各地の港で活動し、その後グアムのアプラ港に向かう。1946年1月2日に真珠湾に向けて出港、1月17日から22日まで同地に留まり、その後帰国命令に従い西海岸に向けて出港した。サンフランシスコを訪れた後、ブレマートンに向かい、オレゴン州アストリアとの間で5月28日まで活動する。5月28日にワシントン州バンクーバーのカイザー造船所に向かい、その後予備役となり同地に留まる。
1955年5月12日、LST-1152はスウィートウォーター・カウンティと命名される。1958年10月21日にスウィートウォーター・カウンティは台湾海軍に移管され、中明 (LST-227) と命名された。スウィートウォーター・カウンティは1959年2月6日にアメリカ海軍を除籍、2014年現在も台湾海軍で活動中である。

## 参照
- この記事はアメリカ合衆国政府の著作物であるDictionary of American Naval Fighting Shipsに由来する文章を含んでいます。 記事はここで閲覧できます。
- “LST-1152 / LST-1152 Sweetwater County”. Amphibious Photo Archive. 2011年8月26日閲覧。